# Гончаров Єгор Іванович
Єго́р Іва́нович Гончаро́в (3 травня 1931, Рєчиця) — прозаїк.

## Життєпис
Народився 3 травня 1931 р. в с. Рєчиця Лівенського району Орловської області.
Закінчив Літературний інститут ім. О. М. Горького.
Пише російською мовою.
Автор книжок «Цвет восходящего солнца», «Как забивают гвозди», «Дом для вас», «Шуточки», «Душа» (поезії), «Судная аллея» (поема), повістей «Завод» та «Мальчик и змея».
Лауреат обласної літературної премії імені В. Шутова та дипломант Всесоюзного конкурсу імені М. Островського.